# Wendell Ford
Wendell Hampton Ford, född 8 september 1924 i Owensboro, Kentucky, död 22 januari 2015 i Owensboro, Kentucky, var en framträdande politiker i Demokratiska partiet.. 
Ford var Kentuckys guvernör från 1971 till 1974 och därefter ledamot av USA:s senat från 1974 till 1999.

## Biografi
Ford studerade vid University of Kentucky, men studierna avbröts på grund av militärtjänstgöring. Ford tjänstgjorde som underofficer i USA:s armé under andra världskriget från 1944 till 1945. Efter kriget blev han reservofficer i Kentuckys arménationalgarde.
Efter kriget tog han examen från Maryland School of Insurance och återvände hem till Kentucky för att hjälpa sin far med det familjeägda försäkringsbolaget.
Han var Kentuckys viceguvernör 1967-1971, sedan guvernör 1971 tills det att han avgick 1974 för att ta den plats i senaten han vunnit tidigare samma år genom att slå den sittande republikanen Marlow Cook. I senaten ansågs han vara en av dess mest effektiva lagstiftare, och valdes av sina partikamrater till demokraternas biträdande gruppledare 1991, tills det att han drog sin tillbaka från senaten och politiken 1999. Han efterföljdes av Jim Bunning som i Fords skugga har ansetts vara en ineffektiv lagstiftare.